# Dagmar Burešová
Dagmar Burešová (ur. 19 października 1929 w Pradze, zm. 30 czerwca 2018 tamże) – czeska prawniczka, adwokat, a także polityk, w okresie komunistycznym obrończyni w procesach politycznych, w okresie przemian czeska minister sprawiedliwości (1989–1990), przewodnicząca Czeskiej Rady Narodowej (1990–1992).

## Życiorys
W 1952 ukończyła studia prawnicze na Uniwersytecie Karola w Pradze, po czym podjęła praktykę adwokacką. Reprezentowała matkę Jana Palacha (praskiego studenta, który w 1969 dokonał samospalenia w proteście przeciwko agresji wojsk Układu Warszawskiego na Czechosłowację) w procesie przeciwko komunistycznemu posłowi. Vilém Nový został wówczas pozwany za rozpowszechnianie fałszywych teorii na temat przyczyn samospalenia Jana Palacha. Broniła również wielu oskarżonych w procesach politycznych, reprezentowała m.in. Milana Kunderę. Z racji tego zaangażowania była represjonowana, m.in. poprzez przesłuchania przez funkcjonariuszy StB czy zatrzymanie paszportu.
W grudniu 1989, w okresie przemian politycznych, została pierwszym niekomunistycznym ministrem sprawiedliwości Czech (w ramach Czechosłowacji). Działała w Forum Obywatelskim, w czerwcu 1990 w wolnych wyborach uzyskała mandat posłanki do Czeskiej Rady Narodowej. Odeszła wówczas z ministerstwa, obejmując funkcję przewodniczącej czeskiego parlamentu, którą pełniła do 1992. Po rozpadzie forum związała się z Ruchem Obywatelskim, który w 1992 nie uzyskał parlamentarnej reprezentacji. W 1996 bez powodzenia kandydowała do Senatu z rekomendacji KDU-ČSL. W późniejszych latach nie angażowała się politycznie, działała natomiast na rzecz ruchu skautowego. Praktykę adwokacką zakończyła w 2008 z powodów zdrowotnych.
Była zamężna z lekarzem Radimem Burešem, z którym miała dwie córki. W 2013 w miniserialu Gorejący krzew w reżyserii Agnieszki Holland w jej rolę wcieliła się Táňa Pauhofová.

## Odznaczenia
Odznaczona Orderem Tomáša Garrigue Masaryka IV klasy (2002) i Orderem Podwójnego Białego Krzyża II klasy (pośmiertnie, 2019).